# Ottawa Hills
Ottawa Hills é uma vila localizada no estado norte-americano de Ohio, no Condado de Lucas.

## Demografia
Segundo o censo norte-americano de 2000, a sua população era de 4564 habitantes.
Em 2006, foi estimada uma população de 4620, um aumento de 56 (1.2%).

## Geografia
De acordo com o United States Census Bureau tem uma área de
4,8 km², dos quais 4,8 km² cobertos por terra e 0,0 km² cobertos por água.

## Localidades na vizinhança
O diagrama seguinte representa as localidades num raio de 12 km ao redor de Ottawa Hills.